# Drago
Drago（ドラゴ）は、日本の覆面レスラー。

## 経歴
- 2013年5月、Dragostarを設立。
- 10月6日、Drago House ArenaでDragostarの旗揚げ戦と同時に対クレイジーCat戦でデビュー。

## タイトル歴
- DEPタッグ王座
- TOH王座

## 得意技
- Super Drago Fly

## 入場曲
- Super Drago Fly